# Jaderná elektrárna Pāvilosta
Jaderná elektrárna Pāvilosta (lotyšsky Pāvilostas atomelektrostacija), někdy Lotyšská jaderná elektrárna, byla plánovaná jaderná elektrárna v Sovětském svazu. Měla se nacházet v Lotyšské SSR, poblíž města Pāvilosta na pobřeží Baltského moře. Po vyhlášení samostatnosti a nezávislosti na Sovětském svazu v roce 1991 nebyl již stát finančně schopný realizovat projekt jaderné elektrárny kvůli vysokým kapitálovým nákladům.

## Historie a technické informace

### Počátky
V 70. letech probíhaly průzkumy v různých částech Lotyšska za účelem nalézt vhodnou lokalitu k výstavbě jaderné elektrárny. Hlavní pozornost byla věnována lokalitám u jezer Rāzna, Lubānas a Usma. Navrhovaná umístění však byla zamítnuta plánovací komisí Lotyšské SSR, a proto Sovětský svaz nejprve rozhodl o výstavbě jaderné elektrárny Ignalina s RBMK-1500 v Litvě, která zpočátku pokrývala energetické potřeby pobaltských států.

### Německý projekt
Spolková republika Německo jednala se Sovětským svazem od roku 1973 o výstavbě jaderné elektrárny v Lotyšsku s německými reaktory, z nichž některé by byly určené pro export elektrické energie do SRN. Na konci února 1974 předložila společnost Kraftwerk Union společnosti Atomenergoexport nabídku na výstavbu čtyř reaktorů KWU DWR-1300 MW pro výstavbu u Baltského moře v Lotyšsku. Náklady na čtyři reaktory o hrubém výkonu 1300 MW měly činit přibližně 4,5 miliardy marek a měly by být uvedeny do provozu v letech 1980 až 1982. Společnost Kraftwerk Union nabídla dodávku veškerého mechanického a elektrického zařízení v budově reaktoru, pomocné budově reaktoru, budově rozvaděče a strojovně, zatímco sovětská strana měla převzít montáž a uvedení elektrárny do provozu, včetně výstavby elektrárny, dodávky strojních a elektrických zařízení mimo uvedené objekty a vybudování stejnosměrného vedení vysokého napětí do Spolkové republiky Německo. V závislosti na počtu vybudovaných bloků by půlka z nich měla sloužit k exportu elektřiny do Německa. Nikdy však nedošlo k žádnému pokroku.

### Pozdější vývoj
Od roku 1977 byla lokalita Pāvilosta již uvedena ve státním plánu jaderných elektráren. Poloha na pobřeží Baltského moře měla výhody i pro chlazení, protože v té době se předpokládalo, že bude postaven typ RBMK-1500, z nichž dva měly být instalovány také v Leningradské jaderné elektrárně a dva v jaderné elektrárně Pāvilosta. Dva reaktory vyžadují kolem 150 metrů krychlových vody za sekundu, což může Baltské moře snadno poskytnout. V důsledku oteplení o 10 °C je však dopad na živé bytosti v moři velmi velký, protože zvýšení teploty mění obsah kyslíku ve vodě. Kromě toho si pobřežní státy stěžovaly, že pokud by se do Baltského moře dostaly radioaktivní látky, situace v Baltském moři by vyústila v oceánské proudy, které by je vyhnaly směrem k pobřežním státům Sovětského svazu. Přestože jsou tato narušení velmi nepravděpodobná, jak uvedl Sovětský svaz na základě svých předpisů, v Baltském moři již došlo ke srovnatelným incidentům v souvislosti s vojenskými cvičeními s jaderným materiálem a zbraněmi v Estonsku na ostrově Osmussaar. V roce 1980 Teploelektroprojekt Leningrad dokončil vyhodnocování lokality a vybral dvě lokality poblíž Pāvilosty, jednu 5 kilometrů severně a jednu 8 kilometrů jižně, obě na pobřeží Baltského moře. Další potenciální lokalitou bylo město Pape v jihozápadním Lotyšsku na pobřeží Baltského moře, 28 kilometrů od litevských hranic.
V roce 1981 dala vláda Lotyšské SSR souhlas k vyhrazení dvou ze tří variant lokality pro výstavbu jaderné elektrárny. Ministerstvo energetiky SSSR plánovalo výstavbu jaderné elektrárny o výkonu 3000 MW, což lotyšský plánovací výbor zamítl, mimo jiné kvůli potřebě vedení vysokého napětí, otázce ukládání radioaktivního odpadu a potřebě postavit nové město pro více než 30 000 obyvatel. Dalším důvodem také bylo také to, že Lotyšsko nebude potřebovat tak velké výrobní kapacity. V té době však nárůst poptávky po elektřině v Lotyšsku činil necelých 5 % ročně, což by znamenalo, že do roku 2010 by se spotřeba elektřiny samotného Lotyšska pohybovala kolem 15 terawatthodin ročně. Ministerstvo energetiky proto stanovilo, že do roku 2003 je plánováno zprovoznění jaderné elektrárny o výkonu 4000 MW s reaktory typu VVER-1000. Na plánování jaderné elektrárny Pāvilosta a výstavbu prvního bloku bylo vyčleněno šest let s celkovou dobou výstavby 12 let. Závod mělo postavit 15 000 stavebních dělníků. Ministerstvo energetiky však nařídilo lotyšské SSR, že místo musí být vyhrazeno pro expanzní kapacitu 6000 MW. Očekávalo se, že po Ignalině bude jaderná elektrárna Pāvilosta nadále řídit průmyslový rozvoj v pobaltských státech.

### Černobylská havárie
Jaderná havárie v Černobylu v dubnu 1986 vyvolala vážné obavy ohledně výstavby jaderných elektráren v pobaltských státech, zejména z jaderné elektrárně Ignalina, která využívá reaktory typu RBMK. Vnímané nebezpečí potenciální radioaktivní kontaminace tak vedlo v Lotyšsku k odporu proti jaderné elektrárně Pāvilosta v Lotyšsku. Kritizována byla zejména blízkost k dalším větším městům Liepāja a Ventspils. V roce 1986 tak v četných částech Lotyšské SSR proběhly demonstrace. V srpnu 1989 byl projekt zrušen na základě nepokojů.

### Po roce 1991
Po osamostatnění Lotyšska v roce 1992 provedlo nové lotyšské ministerstvo energetiky počáteční plánování energetického programu. V jednom z těchto záměrů se v roce 1993 uvažovalo i o výstavbě jaderné elektrárny na jednom z již hodnocených míst. Výstavba elektrárny s několika reaktorovými bloky byla považována za praktičtější než jednoblokové elektrárny nebo dvoublokové elektrárny. Výkon jednotlivých bloků však měl být mnohem nižší, a to 300 až 400 MW. S dobou výstavby 7 až 8 let však nešlo stavbu do roku 2000 realizovat, zejména proto, že v mladé a finančně nestabilní republice byla hlavní otázkou stabilizace ekonomiky. Vzhledem k těmto faktorům výstavba jaderné elektrárny pro Lotyšsko proto nebyla považována za optimální řešení k odstranění deficitu dodávek, který přinesla nezávislost. Přestože jsou v Pāvilostě a také na jihovýchodě země tři vyhrazená místa, neexistují žádné studie o seismické aktivitě, klimatologii, hydrologii a geologii. Neexistovalo ani ustanovení o nakládání s radioaktivním odpadem. Lotyšsko to tehdy vidělo jako nepřekonatelný problém. Po roce 1993 už se elektrárna dále neplánovala.

## Informace o reaktorech

### Pro návrh s reaktory RBMK-1500
| Reaktor     | Typ reaktoru | Výkon   | Výkon   | Zahájení výstavby                   | Připojení k síti                    | Uvedení do provozu                  | Uzavření |
| Reaktor     | Typ reaktoru | Čistý   | Hrubý   | Zahájení výstavby                   | Připojení k síti                    | Uvedení do provozu                  | Uzavření |
| ----------- | ------------ | ------- | ------- | ----------------------------------- | ----------------------------------- | ----------------------------------- | -------- |
| Pāvilosta-1 | RBMK-1500    | 1380 MW | 1500 MW | Plán na výstavbu zrušen v roce 1989 | Plán na výstavbu zrušen v roce 1989 | Plán na výstavbu zrušen v roce 1989 |          |
| Pāvilosta-2 | RBMK-1500    | 1380 MW | 1500 MW | Plán na výstavbu zrušen v roce 1989 | Plán na výstavbu zrušen v roce 1989 | Plán na výstavbu zrušen v roce 1989 |          |

### Pro návrh s reaktory VVER-1000
| Reaktor     | Typ reaktoru | Výkon  | Výkon   | Zahájení výstavby | Připojení k síti                    | Uvedení do provozu                  | Uzavření |
| Reaktor     | Typ reaktoru | Čistý  | Hrubý   | Zahájení výstavby | Připojení k síti                    | Uvedení do provozu                  | Uzavření |
| ----------- | ------------ | ------ | ------- | ----------------- | ----------------------------------- | ----------------------------------- | -------- |
| Pāvilosta-1 | VVER-1000    | 950 MW | 1000 MW | 1997              | Plán na výstavbu zrušen v roce 1989 | Plán na výstavbu zrušen v roce 1989 |          |
| Pāvilosta-2 | VVER-1000    | 950 MW | 1000 MW | 1998              | Plán na výstavbu zrušen v roce 1989 | Plán na výstavbu zrušen v roce 1989 |          |
| Pāvilosta-3 | VVER-1000    | 950 MW | 1000 MW |                   | Plán na výstavbu zrušen v roce 1989 | Plán na výstavbu zrušen v roce 1989 |          |
| Pāvilosta-4 | VVER-1000    | 950 MW | 1000 MW |                   | Plán na výstavbu zrušen v roce 1989 | Plán na výstavbu zrušen v roce 1989 |          |